# Owen Harris
Owen Harris (nacido en 1972) es un director de cine y televisión británico.

## Trayectoria
Ha dirigido episodios de Secret Diary of a Call Girl y Misfits, y las películas para televisión Holy Flying Circus y The Gamechangers.  En 2013 dirigió "Be Right Back", un episodio de la serie de antología Black Mirror, y en 2016 dirigió otro episodio, "San Junipero". 
En 2015 debutó en el cine como director con la película Kill Your Friends .  En 2018, Harris dirigió episodios de la miniserie Troy: Fall of a City de BBC / Netflix . 

## Filmografía
Películas
- Mata a tus amigos (2015)

Televisión
| Año       | Título                      | Notas                                                           |
| --------- | --------------------------- | --------------------------------------------------------------- |
| 2010      | Secret Diary of a Call Girl | 4 episodios                                                     |
| 2010      | Misfits                     | 3 episodios                                                     |
| 2011      | Holy Flying Circus          | Película para TV                                                |
| 2013–2019 | Black Mirror                | Episodios "Be Right Back", "San Junipero" and "Striking Vipers" |
| 2015      | The Gamechangers            | Docudrama                                                       |
| 2018      | Troy: Fall of a City        | 3 episodios                                                     |
| 2019      | The Twilight Zone           | Episodio "The Comedian"                                         |
| 2020      | Brave New World             | Episodios "Pilot" and "Want and Consequence"; También productor |
| 2023      | Mrs. Davis                  | 4 episodios                                                     |